# Cepsiclava phalaridis
Cepsiclava phalaridis är en svampart som först beskrevs av J. Walker, och fick sitt nu gällande namn av J. Walker 2004. Cepsiclava phalaridis ingår i släktet Cepsiclava och familjen Clavicipitaceae.   Inga underarter finns listade i Catalogue of Life.